# Morolake Akinosun
Morolake Akinosun (Lagos, Nigeria, 17 de mayo de 1994) es una deportista estadounidense que compite en atletismo, especialista en las carreras de relevos.
Participó en los Juegos Olímpicos de Río de Janeiro 2016, obteniendo una medalla de oro en la prueba de 4 × 100 m. Ganó dos medallas en el Campeonato Mundial de Atletismo, oro en 2017 y bronce en 2019.

## Palmarés internacional
| Juegos Olímpicos   | Juegos Olímpicos        | Juegos Olímpicos  | Juegos Olímpicos |
| Año                | Lugar                   | Medalla           | Prueba           |
| ------------------ | ----------------------- | ----------------- | ---------------- |
| 2016               | Río de Janeiro (Brasil) | Medalla de oro    | 4 × 100 m        |
| Campeonato Mundial |                         |                   |                  |
| Año                | Lugar                   | Medalla           | Prueba           |
| 2017               | Londres (Reino Unido)   | Medalla de oro    | 4 × 100 m        |
| 2019               | Doha (Catar)            | Medalla de bronce | 4 × 100 m        |